# Live Session (iTunes Exclusive) (Nelly Furtado)
Live Session (iTunes Exclusive) è il secondo EP live della cantante canadese Nelly Furtado. È stato pubblicato tre mesi dopo il terzo album della cantante, Loose, precisamente il 26 settembre 2006. L'EP è stato pubblicato come download digitale solamente in America e Australia.

## Tracce
1. "Promiscuous" (Live) feat. Saukrates – 3:55
2. Say It Right" (Live) – 4:31
3. Maneater" (Live) – 3:09
4. All Good Things (Come to an End)" (Live) – 3:33